# Lee Han-sup
Lee Han-sup (hangul 이한섭, ur. 30 kwietnia 1966) – południowokoreański łucznik sportowy. Złoty medalista olimpijski z Seulu.
Startował w konkurencji łuków klasycznych. Zawody w 1988 były jego jedynymi igrzyskami olimpijskimi. Po złoto sięgnął w drużynie, tworzyli ją również Chun In-soo i Park Sung-soo. Indywidualnie zajął dziesiąte miejsce.